# Marc Apuleu
Marc Apuleu - llatí: Marcus Appuleius - (55 aC - 15 dC) va ser un senador i polític romà dels segles I aC i I. Formava part de la gens Apuleia, una família romana d'origen plebeu i patrici.
Va ser àugur l'any 45 aC i Ciceró no va assistir al festival inaugural del càrrec, que sembla que va durar diversos dies, al·legant malaltia. L'any 44 aC, quan va morir Juli Cèsar, es creu que era qüestor a la província romana d'Àsia i va ajudar a Brutus amb diners i tropes quan va creuar la seva província. Va ser proscrit pels triumvirs l'any 43 aC i va fugir amb Brutus, que el va enviar com a governador a Bitínia. Mort Brutus el 42 aC va entregar Bitínia a Marc Antoni, que el va amnistiar. Un Marc Apuleu va ser cònsol l'any 20, i podria ser la mateixa persona.